# Pstrokaczek

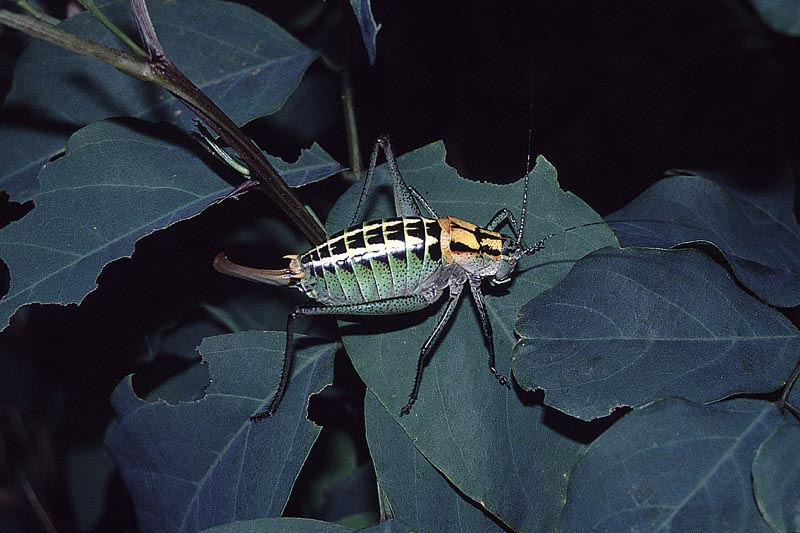
Samica Poecilimon ornatus

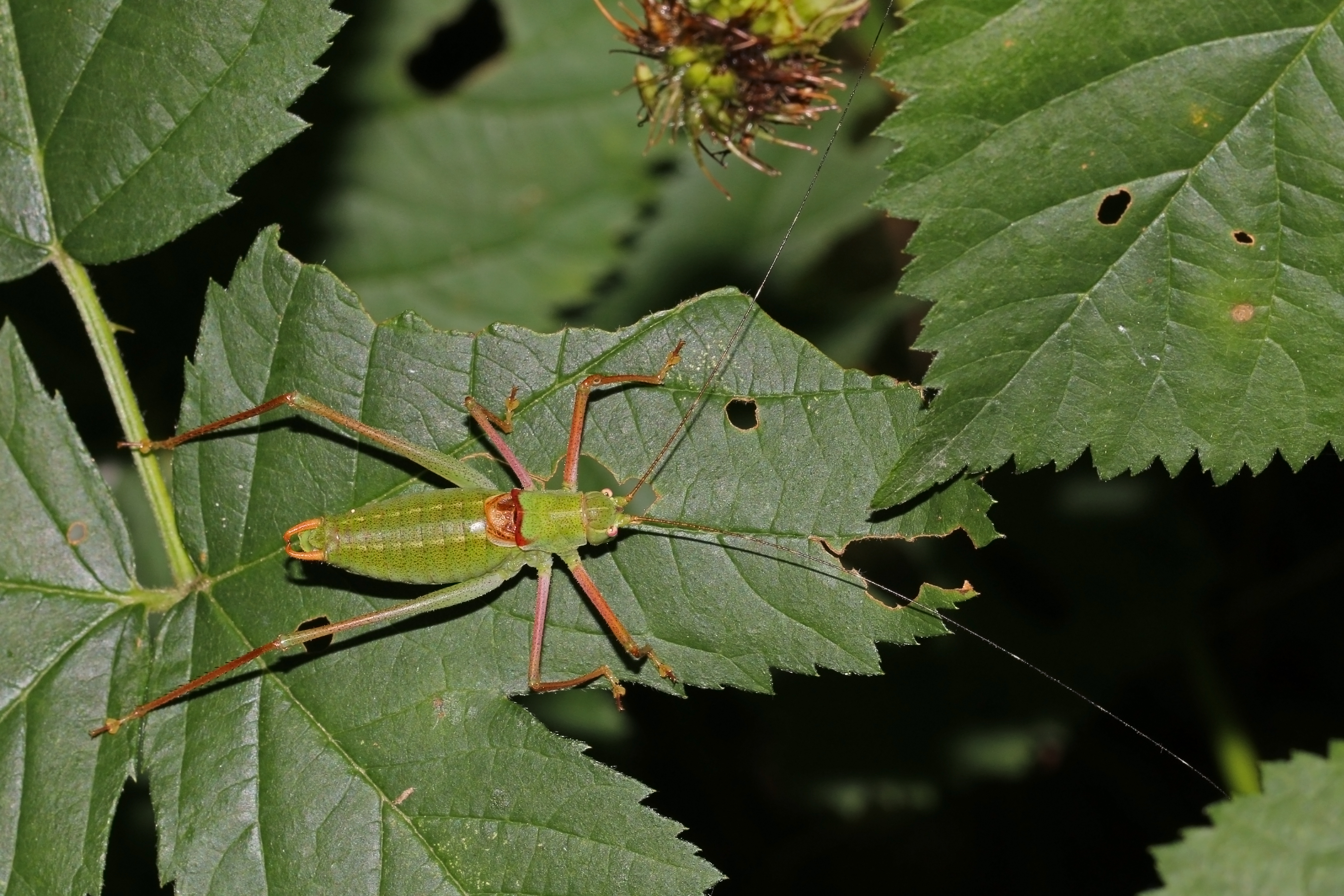
Samiec Poecilimon schmidti

Pstrokaczek (Poecilimon) – rodzaj owadów prostoskrzydłych z rodziny pasikonikowatych. 
Głowę tych owadów cechują dłuższe od ciała czułki i nieco szerszy od ich pierwszych członów, kulistawy wierzchołek ciemienia z bruzdą lub wgłębieniem. Czoło jest brodawkowato wypukłe. Przedplecze ma bruzdę poprzeczną przed środkiem długości oraz niewydłużony ku tyłowi dysk, a jego tył prawie całkiem nakrywa skrócone pokrywy i skrzydła. Śródpiersie i zapiersie mają wcięcia i pozbawione są trójkątnych płatów bocznych. Odnóża przedniej pary mają biodra bez kolców. Samca cechują zakrzywione przysadki odwłokowe tak długie jak płytka subgenitalna lub nieco od niej dłuższe. U samicy pokładełko jest na obu krawędziach ząbkowane.
Rodzaj palearktyczny, rozprzestrzeniony w południowej i wschodniej części Europy oraz Azji Zachodniej i Środkowej. W Polsce reprezentowany przez pstrokaczka ukraińskiego.
Takson ten wprowadzony został w 1853 roku przez H.L. Fischera. Należą tu 134 opisane gatunki, zgrupowane w 2 podrodzajach:
- podrodzaj: Poecilimon (Hamatopoecilimon) Heller, 2011
  - Poecilimon deplanatus Brunner von Wattenwyl, 1891
  - Poecilimon hamatus Brunner von Wattenwyl, 1878
  - Poecilimon ikariensis Willemse, 1982
  - Poecilimon klausgerhardi Fontana, 2004
  - Poecilimon paros Heller & Reinhold, 1992
  - Poecilimon unispinosus Brunner von Wattenwyl, 1878
- podrodzaj: Poecilimon (Poecilimon) Fischer, 1853
  - Poecilimon adentatus Ramme, 1933
  - Poecilimon aegaeus Werner, 1932
  - Poecilimon affinis (Frivaldszky, 1868)
  - Poecilimon albolineatus Ingrisch & Pavićević, 2010
  - Poecilimon amissus Brunner von Wattenwyl, 1878
  - Poecilimon ampliatus Brunner von Wattenwyl, 1878
  - Poecilimon angulatus Uvarov, 1939
  - Poecilimon armeniacus (Uvarov, 1921)
  - Poecilimon artedentatus Heller, 1984
  - Poecilimon ataturki Ünal, 1999
  - Poecilimon athos Tilmans, Willemse & Willemse, 1989
  - Poecilimon bidens Retowski, 1889
  - Poecilimon bifenestratus Miram, 1929
  - Poecilimon bilgeri Karabag, 1953
  - Poecilimon bischoffi Ramme, 1933
  - Poecilimon bosphoricus Brunner von Wattenwyl, 1878
  - Poecilimon brunneri (Frivaldszky, 1868)
  - Poecilimon canakkale Kaya, Chobanov & Çiplak, 2015
  - Poecilimon celebi Karabag, 1953
  - Poecilimon cervoides Karabag, 1964
  - Poecilimon cervus Karabag, 1950
  - Poecilimon chopardi Ramme, 1933
  - Poecilimon chostae Stshelkanovtzev, 1935
  - Poecilimon concinnus Brunner von Wattenwyl, 1878
  - Poecilimon cretensis Werner, 1903
  - Poecilimon davisi Karabag, 1953
  - Poecilimon demirsoyi Sevgili, 2001
  - Poecilimon distinctus Stshelkanovtzev, 1910
  - Poecilimon diversus Ünal, 2010
  - Poecilimon djakonovi Miram, 1938
  - Poecilimon doga Ünal, 2004
  - Poecilimon ebneri Ramme, 1933
  - Poecilimon ege Ünal, 2005
  - Poecilimon egrigozi Ünal, 2005
  - Poecilimon elegans Brunner von Wattenwyl, 1878
  - Poecilimon erimanthos Willemse & Heller, 1992
  - Poecilimon ersisi Salman, 1978
  - Poecilimon eskishehirensis Ünal, 2003
  - Poecilimon excisus Karabag, 1950
  - Poecilimon ferwillemsei Ünal, 2010
  - Poecilimon flavescens (Herrich-Schäffer, 1838)
  - Poecilimon fussii Fieber, 1878
  - Poecilimon geoktschajcus Stshelkanovtzev, 1910
  - Poecilimon gerlindae Lehmann, Willemse & Heller, 2006
  - Poecilimon glandifer Karabag, 1950
  - Poecilimon gracilioides Willemse & Heller, 1992
  - Poecilimon gracilis (Fieber, 1853)
  - Poecilimon guichardi Karabag, 1964
  - Poecilimon hadjisarandou Werner, 1938
  - Poecilimon harveyi Karabag, 1964
  - Poecilimon hatti Ünal, 2004
  - Poecilimon haydari Ramme, 1951
  - Poecilimon heinrichi (Ramme, 1951)
  - Poecilimon helleri Boztepe, Kaya & Çiplak, 2013
  - Poecilimon heroicus Stshelkanovtzev, 1911
  - Poecilimon hoelzeli Harz, 1966
  - Poecilimon inflatus Brunner von Wattenwyl, 1891
  - Poecilimon inopinatus Ünal, 2010
  - Poecilimon intermedius (Fieber, 1853)
  - Poecilimon istanbul Ünal, 2010
  - Poecilimon iucundus Ünal, 2003
  - Poecilimon izmirensis Ramme, 1933
  - Poecilimon jablanicensis Chobanov & Heller, 2010
  - Poecilimon jonicus (Fieber, 1853)
  - Poecilimon karabagi (Ramme, 1942)
  - Poecilimon karabukensis Ünal, 2003
  - Poecilimon karakushi Ünal, 2003
  - Poecilimon kocaki Ünal, 1999
  - Poecilimon kutahiensis Werner, 1901
  - Poecilimon laevissimus (Fischer, 1853)
  - Poecilimon lateralis (Fieber, 1853)
  - Poecilimon ledereri Ramme, 1933
  - Poecilimon lodosi Harz, 1975
  - Poecilimon longicercus Ünal, 2010
  - Poecilimon luschani Ramme, 1933
  - Poecilimon macedonicus Ramme, 1926
  - Poecilimon mariannae Willemse & Heller, 1992
  - Poecilimon marmaraensis Naskrecki, 1991
  - Poecilimon martinae Heller, 2004
  - Poecilimon minutus Karabag, 1975
  - Poecilimon miramae Ramme, 1933
  - Poecilimon mytilenensis Werner, 1932
  - Poecilimon naskrecki Ünal, 2001
  - Poecilimon neglectus Ramme, 1931
  - Poecilimon nobilis Brunner von Wattenwyl, 1878
  - Poecilimon nonveilleri Ingrisch & Pavićević, 2010
  - Poecilimon obesus Brunner von Wattenwyl, 1878
  - Poecilimon obtusicercus Heller, Sevgili & Reinhold, 2008
  - Poecilimon oligacanthus Miram, 1938
  - Poecilimon orbelicus Pančić, 1883
  - Poecilimon ornatus (Schmidt, 1850)
  - Poecilimon pechevi Andreeva, 1978
  - Poecilimon pergamicus Brunner von Wattenwyl, 1891
  - Poecilimon pindos Willemse, 1982
  - Poecilimon pliginskii Miram, 1929
  - Poecilimon propinquus Brunner von Wattenwyl, 1878
  - Poecilimon pseudornatus Ingrisch & Pavićević, 2010
  - Poecilimon pulcher Brunner von Wattenwyl, 1891
  - Poecilimon roseoviridis Chobanov & Kaya, 2012
  - Poecilimon sanctipauli Brunner von Wattenwyl, 1878
  - Poecilimon schmidtii (Fieber, 1853)
  - Poecilimon scythicus Stshelkanovtzev, 1911
  - Poecilimon serratus Karabag, 1962
  - Poecilimon similis Retowski, 1889
  - Poecilimon solus Ünal, 2010
  - Poecilimon soulion Willemse, 1987
  - Poecilimon stshelkanovtzevi Tarbinsky, 1932
  - Poecilimon sureyanus Uvarov, 1930
  - Poecilimon syriacus Brunner von Wattenwyl, 1891
  - Poecilimon tauricola Ramme, 1951
  - Poecilimon tauricus Retowski, 1888
  - Poecilimon thoracicus (Fieber, 1853)
  - Poecilimon thessalicus Brunner von Wattenwyl, 1891
  - Poecilimon toros Ünal, 2003
  - Poecilimon tricuspis Miram, 1926
  - Poecilimon tschorochensis Adelung, 1907
  - Poecilimon tuncayi Karabag, 1953
  - Poecilimon turciae (Ramme, 1951)
  - Poecilimon turcicus Karabag, 1950
  - Poecilimon ukrainicus Bey-Bienko, 1951 – pstrokaczek ukraiński
  - Poecilimon varicornis (Haan, 1843)
  - Poecilimon variicercis Miram, 1938
  - Poecilimon veluchianus Ramme, 1933
  - Poecilimon vodnensis Karaman, 1958
  - Poecilimon warchalowskae Chobanov, Kaya & Çiplak, 2015
  - Poecilimon werneri Ramme, 1933
  - Poecilimon xenocercus Karabag, 1956
  - Poecilimon zimmeri Ramme, 1933
  - Poecilimon zonatus Bolívar, 1899
  - Poecilimon zwicki Ramme, 1939